# ژاگانگتس
ژاگانگتس (به لهستانی:  Żaganiec) یک منطقهٔ مسکونی در لهستان است که در گمینا ایوووا واقع شده‌است.